# Silanus
|  | No s'ha de confondre amb Silà. |

Silanus (en sard, Silanos) és un municipi italià, dins de la província de Nuoro. L'any 2007 tenia 2.394 habitants. Es troba a la regió de Marghine. Limita amb els municipis de Bolotana, Bortigali, Dualchi, Lei i Noragugume.

## Administració
| Període | Identitat     | Partit        |
| ------- | ------------- | ------------- |
| 2005-   | Michele Corda | Llista cívica |